# Huỳnh Văn Thớm
Huỳnh Văn Thớm (1916–1989), bí danh Ba Súng, là nhà cách mạng Việt Nam, từng đảm nhiệm vai trò Bí thư Tỉnh ủy Gia Định, Phó ban Nghiên cứu Lịch sử Đảng Thành ủy Thành phố Hồ Chí Minh.

## Hoạt động cách mạng
Huỳnh Văn Thớm sinh năm 1916 ở xã Tân Thới Nhứt, huyện Hóc Môn, tỉnh Gia Định, nay là phường Tân Thới Nhất, Quận 12, Thành phố Hồ Chí Minh. Chưa rõ ngày ông gia nhập Đảng Cộng sản Đông Dương.
Năm 1936, ông làm Trưởng đoàn Thanh niên Phản đế xã Tân Thới Nhứt, rồi Trưởng đoàn Thanh niên Phản đế Tân Thới Nhứt. Năm 1938, ông là Ủy viên Ban Chấp hành Đoàn Thanh niên Phản đế tỉnh Gia Định. Trước khi nổ ra cuộc khởi nghĩa Nam Kỳ, ông trở thành Trưởng ban Chấp hành.
Từ cuối năm 1939, dưới sự chỉ đạo của Bí thư Tỉnh ủy Gia Định Lê Văn Khương, chi bộ cộng sản Tân Thới Nhứt – Bà Điểm đã tổ chức một Tiểu đội du kích tự vệ, giao cho Huỳnh Văn Thớm phụ trách. Tuy nhiên, quá trình chuẩn bị cho cuộc khởi nghĩa gặp nhiều khó khăn do sự khủng bố của thực dân Pháp.
Theo kế hoạch ban đầu, khi Sài Gòn nổ súng thì lực lượng ở Tân Thới Nhứt, Thới Hòa, Xuân Thới Tây, Trung Chánh, Quán Tre sẽ tập trung tấn công đồn Bà Điểm. Đến ngày 22 tháng 11 năm 1940, do nhận thấy nguy cơ kế hoạch đã bị lộ, Lê Văn Khương thay đổi kế hoạch, cho Huỳnh Văn Thớm đánh ngã năm Vĩnh Lộc thay vì đồn Bà Điểm. Ngày 23 tháng 11, quân Pháp từ Hóc Môn, Gò Vấp đến giải vây cho bót Vĩnh Lộc. Nhiều người bị bắt giữ, trong đó có Huỳnh Văn Thớm. Nhưng do áp lực của quần chúng, ông cùng những đồng chí bị bắt đều được thả ra.
Năm 1941, cuộc khởi nghĩa Nam Kỳ bị đàn áp dã man, Lê Văn Khương bị thực dân Pháp bắt rồi bị hành hung đến chết. Tỉnh ủy Gia Định cũng bị vỡ như nhiều tổ chức Đảng khác ở Nam Kỳ. Chi bộ Tân Thới Nhứt rút vào hoạt động bí mật. Xứ ủy Nam Kỳ cử Lưu Dự Châu đến Gia Định để khôi phục Tỉnh ủy. Ông tham gia Tỉnh ủy mới tại lập, là Tỉnh ủy viên Tỉnh ủy Gia Định.
Tuy nhiên, được vài tháng thì Tỉnh ủy mới bị vỡ. Bí thư Tỉnh ủy Lưu Dự Châu bị bắt, còn ông tìm cách liên lạc với tổ chức Đảng ở Sài Gòn. Một số tài liệu cho rằng ông được phân công làm Bí thư Tỉnh ủy Gia Định vào năm 1942.
Năm 1943, Ban Cán sự Đảng tỉnh Gia Định được thành lập gồm 6 thành viên, do Phạm Văn Bún (hoặc Phạm Văn Bàng) làm Trưởng ban, ông làm Phó ban. Ông nhận nhiệm vụ về Gò Vấp để gây dựng lại các cơ sở Đảng.
Năm 1944, Tỉnh ủy Gia Định được củng cố lại, ông được bầu làm Bí thư Tỉnh ủy Gia Định. Trong thời gian này, ở Gia Định tồn tại hai Tỉnh ủy hoạt động song song, do Phạm Văn Khung làm Bí thư.

## Hoạt động thời chiến
Tháng 10 năm 1946, dưới sự tham gia của Lê Minh Định, đại diện Khu 7, hai Tỉnh ủy đã tổ chức hội nghị thống nhất ở xã Tân Thới Hiệp, bầu ra Tỉnh ủy thống nhất gồm 11 ủy viên do Trần Văn Thới làm Bí thư. Năm 1947, ông được phân công làm Thư ký Nông dân cứu quốc tỉnh Gia Định, từ năm 1951 là tỉnh Gia Định Ninh.
Tháng 10 năm 1954, Xứ ủy Nam Kỳ chỉ định Ban Chấp hành Đảng bộ tỉnh Gia Định gồm 7 thành viên, do Phạm Khải (Ba Ka) làm Bí thư; ông làm Phó Bí thư; các thành viên còn lại gồm Đoàn Công Chánh, Nguyễn Hồng Đào, Nguyễn Trọng Tuyển, Nguyễn Việt Hồng, Nguyễn Văn Tám. Tháng 7 năm 1957, Phạm Khải được Khu ủy Sài Gòn – Gia Định điều về làm Khu ủy viên, ông được giữ chức Bí thư Tỉnh ủy Gia Định. Chưa đầy một tháng, ông bị chính quyền Ngô Đình Diệm bắt và bị giam giữ đến năm 1967 mới được được thả.
Năm 1969, một thời gian sau khi ra tù, ông về công tác ở Hội Nông dân Miền đến hết năm 1974. Tháng 1 năm 1975, ông được điều về Ban đón tiếp ở Sân bay Lộc Ninh.

## Sau thống nhất
Sau ngày giải phóng Sài Gòn, tháng 8 năm 1975, ông chuyển sang làm Phó ban Nông vận Thành phố Hồ Chí Minh (đổi tên từ tháng 2 năm 1976).
Tháng 3 năm 1976, sau khi đất nước thống nhất, ông chuyển sang công tác ở Phó ban Nghiên cứu Lịch sử Đảng Thành ủy Thành phố Hồ Chí Minh cho đến khi nghỉ hưu.
Do hậu quả để lại từ những ngày tù đày, ông mất ngày 6 tháng 5 năm 1989, thọ 73 tuổi.